# Корм'янка
Корм'янка (біл. Кармянка) — річка в Корм'янському районі Гомельської області Білорусі, права приптока рычки Сож (басейн Дніпра).
Довжина річки 14 км. Площа водозбору 53 км². Середній нахил водної поверхні 2,4 ‰. Починається на захід від села Лебедівка, гирло на південній околиці села Городок. На річці міське селище Корма.